# Lasianthus villosus
Lasianthus villosus är en måreväxtart som beskrevs av Henry Nicholas Ridley. Lasianthus villosus ingår i släktet Lasianthus och familjen måreväxter. Inga underarter finns listade i Catalogue of Life.